# Eva Schloss
Pour les articles homonymes, voir Schloss.
Eva Geiringer Schloss, née le 11 mai 1929 à Vienne, est une survivante de la Shoah, la belle-fille d'Otto Frank et était en relation avec Margot et Anne Frank avant que ces dernières se cachent dans la maison pour essayer d'échapper aux nazis.

## Biographie
Elle est la fille d'Elfriede et Erich Geiringer. Lors du conflit son père et son frère disparaissent dans les camps. Après la guerre sa mère se remariera avec Otto Frank.

## Publications
- Eva's Story (2009).
- The Promise.
- After Auschwitz. A story of heartbreak and survival by the stepsister of Anne Frank, avec Karen Bartlett (2013).